# أميرة حنانيا
أميرة حنانيا (1981-) هي إعلامية ومقدمة برامج حوارية فلسطينية في تلفزيون فلسطين، ولدت في مدينة بيت لحم في الأول من تموز/ يوليو 1981 ومدير عام اللجنة الرئاسية لشؤون الكنائس بدرجة سفيرة من عام 2011 وعضو المجلس الوطني الفلسطيني عام 2018 درست الابتدائية في مدرسة الرجاء اللوثرية في بيت ساحور، والإعدادية في مدرسة دار جاسر للبنات في بيت لحم، والثانوية في مدرسة بيت لحم الثانوية للبنات، وأنهت الثانوية العامة في الفرع الأدبي عام 2000. حصلت على درجة البكالوريوس في علم الاجتماع وإدارة الأعمال من جامعة بيت لحم عام 2003، التحقت ببرنامج الماجستير في الدراسات العربية والدولية في جامعة القدس أبو ديس عام 2016.

## حياتها المهنية
بدأت حنانيا حياتها المهنية في الإعلام، حيث عملت في راديو بيت لحم 2000 في الفترة ما بين 1998-2004، ثمَّ في تلفزيون بيت لحم المحلي عام 2004، ثم في شبكة معًا الإخبارية عام 2005، وعملت مراسلة لتلفزيون المستقبل اللبناني في الفترة ما بين 2007-2011، كما درَّست في الكلية العصرية في رام الله لمدة خمس سنوات، وعملت في تلفزيون فلسطين، حيث قدمت برنامج " دائرة الحدث" في الفترة ما بين 2010-2015، وتقدم برنامج "حال السياسة" على فضائية العودة. عُيِّنت حنانيا في مكتب الرئاسة الفلسطينية عام 2010، وأصبحت مدير عام اللجنة الرئاسية لشؤون الكنائس بدرجة سفير. اختيرت عضوًا في المجلس الوطني عام 2018.
ونشطت حنانيا نسويًا فكانت ضمن الفريق الوطني الفلسطيني المكلف بإعداد تقارير دولة فلسطين لاتفاقية سيداو، وبعض الاتفاقيات الأخرى المتعلقة بشؤون المرأة. كما أنَّها نشيطة على مستوى الفعاليات الهادفة إلى تكريس الوجود المسيحي في فلسطين ومنع هجرة المسيحيين الفلسطينيين وترميم الكنائس.